# GlobalConnect
GlobalConnect AB är ett svenskt teknik- och telekombolag och ägs sedan 2017 av EQT. Bolaget har huvudkontor i Sverige, Danmark och Norge. GlobalConnects affärsidé är att leverera fiberbaserad datakommunikation och digital infrastruktur i Sverige, Danmark, Norge, Finland och Tyskland.

## Historik
Danska GlobalConnects förvärvas 2017 av EQT Infrastructure III.
2018 förvärvas norska bolaget Broadnet av EQT Infrastructure III och slås samma år ihop med GlobalConnect under det gemensamma namnet GlobalConnect.
GlobalConnect ägs av EQT Infrastructure III och EQT Infrastructure IV – där IPO-delen köptes av IV med en köpeskilling på 18,25 miljarder.
2019 förvärvas svenska IP-Only av EQT. EQT Mid Market köpte IP-Only 2013 och EQT Infrastructure IV köpte IPO 2019, det vill säga en EQT-fond till en annan. 
Samma år slås IP-Only och GlobalConnect ihop under namnet GlobalConnect. Det ihopslagna bolaget levererar nätverkstjänster och bygger ut digital infrastruktur i Sverige, Danmark, Norge, Finland och Tyskland.
Under 2020 är GlobalConnect enligt en rapport från Post- och telestyrelsen (PTS) den största enskilda investeraren inom bredbandsinfrastruktur i Sverige.
2020 skapades ett nytt affärsområde, GlobalConnect Carrier, som erbjuder långdistans-fiberförbindelser för företag och hyperscalers.

## Fibernät
2021 inleds ett projekt där planen är att GlobalConnect ska lägga fiberkabel på 3052 terabit mellan Berlin och Haparanda. Fiberkabeln kan hantera tre miljoner gånger mer data än vanlig fiberuppkoppling.
Projektet beräknas vara färdigt 2022.

## Företagsaffär
GlobalConnect erbjuder fiberbaserade tjänster så som LAN, WiFi, SIP-tjänster, SD-WAN, WAN, molntjänster, datacenter, brandväggslösningar och DDoS-skydd till offentliga verksamheter, företag samt privatpersoner. Bolagets kunder har tillgång till 97 500 kilometer fibernät och 30 000 kvadratmeter datacenter.